# Elaeocarpus subpuberus
Elaeocarpus subpuberus är en tvåhjärtbladig växtart som beskrevs av Friedrich Anton Wilhelm Miquel. Elaeocarpus subpuberus ingår i släktet Elaeocarpus och familjen Elaeocarpaceae. Inga underarter finns listade i Catalogue of Life.